# Monódia
A monódia – görög szóösszetétel: μόνος (monos) és ὠδή (ōdē), egy és hang – azt a homofón zenei kompozíciós szerkezetet jelenti, amelyet a túlfejlődöttnek tekintett polifóniára való reakcióként alakítottak ki az 1600 körüli Itáliában. A hangszerrel, kezdetben csak basso continuóval kísért vokális műveket úgy intonálták a különböző hangfekvésekben (szoprán, alt, tenor és basszus), hogy azok ugyanazt a dallamvonalat követték más mélységben.
Maga a görög megnevezés már az antikvitásban is használatban volt, de eltérő jelentéssel – akkoriban olyan szólóéneklést vagy szavalatot jelentett általánosságban, melynek során az előadó pengetős hangszeren: kitarán, lírán, lanton kísérte önmagát.
Homofón zene minden korban létezett-létezik, a monódia megnevezést ezek közül csak a korai 17. századi (kb. 1600–1640) itáliai énekes darabokra és ezek stílusára használja a zenetudomány.
A kortárs szóhasználat még nem alkalmazta a zenedarabokra ezt a zenetudományban újabban használatba vett kifejezést, zenedarabjaikat inkább madrigálnak, motettának vagy akár concertónak is nevezték. Ez utóbbi kifejezés akkor még nem szűkült le mai jelentésére.
A monódia születésének előfeltétele a basso continuo kialakulása volt, kiteljesedését pedig az opera műfaja jelentette.
Elsősorban a világi zenélést jellemezte, de kis mértékben az egyházi zenéhez is utat talált.

## Fordítás
- Ez a szócikk részben vagy egészben  a   Monodie című német Wikipédia-szócikk ezen változatának fordításán alapul.  Az eredeti cikk szerkesztőit annak laptörténete sorolja fel. Ez a jelzés csupán a megfogalmazás eredetét és a szerzői jogokat jelzi, nem szolgál a cikkben szereplő információk forrásmegjelöléseként.
- Ez a szócikk részben vagy egészben  a   Monody című angol Wikipédia-szócikk ezen változatának fordításán alapul.  Az eredeti cikk szerkesztőit annak laptörténete sorolja fel. Ez a jelzés csupán a megfogalmazás eredetét és a szerzői jogokat jelzi, nem szolgál a cikkben szereplő információk forrásmegjelöléseként.